# Podkampinos
Podkampinos [pɔtkamˈpinɔs] est un village polonais, situé dans la gmina de Kampinos, dans la Powiat de Varsovie-ouest et la voïvodie de Mazovie dans le centre-est de la Pologne.
Le village a une population de 176 habitants en 2000.